# Vengeance du gâte-sauce
Pour plus de détails, voir Fiche technique et Distribution.
Vengeance du gâte-sauce est un film de Georges Méliès sorti en 1900 au début du cinéma muet. Il dure une minute.

## Synopsis
Un saucier fait tomber un plat, il accuse la femme qui l'assiste comme responsable avant de se cacher dans une armoire pour qu'elle se fasse renvoyer par quelqu'un qui semble posséder les lieux. Il remarque le saucier caché, ferme la porte de l'armoire mais le décapite. La tête apparaît et disparaît ensuite à plusieurs reprises avant que l'homme finalement ne la jette dans l’armoire. Le corps du saucier est reconstitué, mais il termine en décapitant le propriétaire.